# 전압 개폐 칼륨 통로
전압 개폐 칼륨 통로는 세포막에 존재하면서 막 전압에 따라 열리고 닫히면서 포타슘을 통과시키는 막 단백질이다. 신경세포와 근육세포등 흥분성세포의 막에 주로 존재하면서 활동전압을 소멸시킨다.

## 같이 보기
- 이온 통로